# Condado de Perquimans
El condado de Perquimans (en inglés: Perquimans County), fundado en 1668, es uno de los 100 condados del estado estadounidense de Carolina del Norte. En el año 2000 tenía una población de 11 368 habitantes con densidad poblacional de 18 personas por km². La sede del condado es Hertford.

## Geografía
Según la Oficina del Censo, el condado tiene un área total de 1427 km² (551 mi²), de la cual 0 km² (0 mi²) es tierra y 212 km² (81,9 mi²) es agua.

### Municipios
El condado se divide en cinco municipios: Municipio de Belvidere, Municipio de Bethel, Municipio de Hertford, Municipio de New Hope y Municipio de Parkville.

### Condados adyacentes
- Condado de Pasquotank (este)
- Condado de Chowan (suroeste)
- Condado de Gates (noroeste)

## Demografía
En el 2000 la renta per cápita promedia del condado era de $29 538, y el ingreso promedio para una familia era de $35 212. El ingreso per cápita para el condado era de $15 728. En 2000 los hombres tenían un ingreso per cápita de $27 251 contra $18 728 para las mujeres. Alrededor del 17,90% de la población estaba bajo el umbral de pobreza nacional.

## Lugares

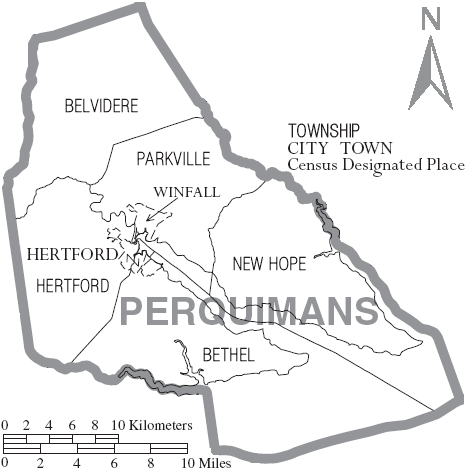
Mapa del Condado de Perquimans en Carolina del Norte con sus municipios

### Ciudades y pueblos
- Hertford
- Winfall

### Comunidades no incorporadas
- Belvidere